# 天津原圣约瑟女校旧址
天津原圣约瑟女校旧址为法国天主教遣使会仁慈堂创办教会学校。该建筑筹建于1923年，1926年建成投入使用。位于当时的天津法租界的贝拉扣路（今天津市和平区哈尔滨道182号），该建筑目前是重点保护等级历史风貌建筑。

## 历史
天津原圣约瑟女校是为居住于天津的法国外侨开办的走读兼寄宿的学校，1914年，圣约瑟女校交由圣芳济圣母会接办管理，分设法文班和英文班，当时在此学校高中毕业可参加英国剑桥大学鉴定考试并升入国外大学。中华人民共和国成立后，1951年，天津市人民政府接管了圣若瑟女校的一部分，学校改名为天津市第四女子中学。现为天津市第十一中学。

## 建筑特点
天津原圣约瑟女校旧址为砖木混合结构三层坡顶楼房，局部两翼为二层平顶楼房，并设有地下室。建筑外立面为清水砖墙，窗间装饰有砖砌附壁柱，建筑的三层为拱券窗。